# 采勒格倫德巴赫河
50°03′39″N 10°13′53″E / 50.06075°N 10.23145°E
采勒格倫德巴赫河是德國的河流，位於該國東南部，由巴伐利亞負責管轄，屬於馬林巴赫河的左支流，河道全長9.7公里，流域面積24.2平方公里。